# Bois-d'Arcy, Yvelines
Bois-d'Arcy là một xã trong vùng hành chính Île-de-France, thuộc tỉnh Yvelines, quận Versailles, tổng Saint-Cyr-l'École. Tọa độ địa lý của xã là 48° 48' vĩ độ bắc, 02° 01' kinh độ đông. Bois-d'Arcy nằm trên độ cao trung bình là 190 mét trên mực nước biển, có điểm thấp nhất là 130 mét và điểm cao nhất là 180 mét. Xã có diện tích 5,48 km², dân số vào thời điểm 1999 là 12064 người; mật độ dân số là 2201,5 người/km².

## Thành phố kết nghĩa
- Mücheln, Đức

## Địa điểm tham quan
- Nhà thờ Saint-Leu-et-Saint-Gilles từ thế kỉ thứ 12.